# GNOME Web
GNOME Web (до 2012: Epiphany)  (з англ. «прозріння») — основний веббраузер середовища GNOME. Epiphany заснований на рушію Gecko, який також використовується у Firefox, SeaMonkey та інших браузерах (у версії 2.24 або 2.26 збираються повністю замінити рушій Gecko на рушій WebKit). Epiphany позиціюється як простий у використанні браузер, позбавлений сторонньої функціональності (поштового клієнта, редактора вебсторінок і тому подібного).
Проєкт Epiphany розпочав у 2002 році Марко Песенті Грітті, який відокремився від групи розробників браузера Galeon з огляду на відмінності в баченні майбутнього проєкту. Сьогодні розробка Galeon як самостійного браузера фактично припинена; планується, що найістотніші можливості Galeon, відсутні в Epiphany, будуть реалізовані як розширення останнього.

## Можливості
Замість ієрархічного дерева каталогів із закладками, що використовується у більшості браузерів, в Epiphany кожній закладці присвоюється одна чи декілька категорій, після чого дерево категорій формується автоматично. Також Epiphany підтримує так звані «розумні» закладки: закладці може передаватися як аргумент деякий текстовий рядок, який вставляється в URL у вказаному місці. Це дозволяє, наприклад, використовувати закладки для швидкого звернення до пошукових систем Всесвітньої павутини. При розміщенні «розумної» закладки на панелі інструментів Epiphany поруч із кнопкою закладки виникає відповідне текстове поле вводу.
Epiphany підтримує розширення (плагіни). У офіційну поставку Epiphany входить ряд готових модулів, зокрема, Greasemonkey.